# Brass Knuckles
Pour le film de Lloyd Bacon, voir Brass Knuckles (film).
Albums de Nelly
Sweatsuit
(2004) 6 Derrty Hits
(2008)
Singles
1. Wadsyaname
Sortie : 21 août 2007
2. Party People
Sortie : 15 avril 2008
3. Body on Me
Sortie : 10 juin 2008
4. Stepped on My J'z
Sortie : 1er juillet 2008
5. One and Only
Sortie : 18 novembre 2008

Brass Knuckles est le cinquième album studio de Nelly, sorti le 16 septembre 2008.
L'album, qui s'est classé 2e au Top R&B/Hip-Hop Albums, 3e au Billboard 200 et au Top Internet Albums, a été certifié disque d'or par la Recording Industry Association of America (RIAA) le 12 décembre 2008.

## Liste des titres
| No  | Titre                                                 | Contient un (des) sample(s) de | Durée |
| --- | ----------------------------------------------------- | ------------------------------ | ----- |
| 1.  | U Ain't Him (featuring Rick Ross)                     |                                | 3:15  |
| 2.  | Hold Up (featuring T.I. et LL Cool J)                 |                                | 3:48  |
| 3.  | LA (featuring Snoop Dogg et Nate Dogg)                |                                | 4:23  |
| 4.  | Long Night (featuring Usher)                          |                                | 3:15  |
| 5.  | Lie (featuring St. Lunatics)                          |                                | 4:20  |
| 6.  | Party People (featuring Fergie)                       |                                | 3:58  |
| 7.  | Self-Esteem (featuring Chuck D)                       |                                | 3:37  |
| 8.  | Body on Me (featuring Akon et Ashanti)                |                                | 3:29  |
| 9.  | Stepped on My J'z (featuring Ciara et Jermaine Dupri) | Tipsy de J-Kwon                | 5:03  |
| 10. | Let It Go (Lil Mama) (featuring Pharrell)             |                                | 4:22  |
| 11. | One and Only                                          |                                | 4:20  |
| 12. | Chill (featuring St. Lunatics)                        |                                | 5:42  |
| 13. | Who Fucks wit Me (featuring Avery Storm)              |                                | 4:08  |
| 14. | Ucud Gedit (featuring Gucci Mane et R. Kelly)         |                                | 4:28  |

| 15. | Warrior  | 2:43 |
| 16. | Let's Go | 3:44 |

| 15. | Bay      | 3:42 |
| 16. | Problems | 3:11 |

| 15. | Bay        |                            | 3:42 |
| 16. | Wadsyaname | All My Life de K-Ci & JoJo | 4:06 |